# Montazeau
Montazeau (okzitanisch: Montaseus) ist eine südwestfranzösische Gemeinde mit 280 Einwohnern (Stand 1. Januar 2022) im Département Dordogne in der Region Nouvelle-Aquitaine.

## Lage
Montazeau liegt nördlich der Dordogne in einer Höhe von etwa 100 Metern ü. d. M. im äußersten Westen des Départements Dordogne nahe der Grenze zum Département Gironde. Die nächstgelegene größere Stadt ist das etwa 36 Kilometer (Fahrtstrecke) östlich gelegene Bergerac, der Hauptort des Arrondissements. An der südlichen Gemeindegrenze verläuft das Flüsschen Estrop, ein Zufluss zur Dordogne.

## Bevölkerungsentwicklung
| Jahr      | 1962 | 1968 | 1975 | 1982 | 1990 | 1999 | 2006 | 2017 |
| Einwohner | 393  | 342  | 289  | 280  | 267  | 275  | 286  | 296  |

Im 19. Jahrhundert hatte der Ort konstant zwischen etwa 500 und 625 Einwohner. Infolge der Reblauskrise im Weinbau und des Verlusts an Arbeitsplätzen infolge der Mechanisierung der Landwirtschaft ist die Bevölkerung im 20. Jahrhundert bis auf die Tiefststände in den 1970er und 1980er Jahren zurückgegangen.

## Wirtschaft
In früheren Zeiten lebten die Einwohner der Gemeinde als Selbstversorger von der Landwirtschaft, zu der auch der Weinbau und ein wenig Viehwirtschaft gehörten. Bereits seit mittelalterlicher Zeit wurde ein Teil des in der Gegend produzierten Weines in Fässern und auf Flößen oder Lastkähnen über die Dordogne und die Häfen an der Gironde nach England verschifft. Die Böden des Gemeindegebietes gehören heute zum Weinbaugebiet Montravel, doch spielt die Vermietung von Ferienwohnungen (gîtes) ebenfalls eine wichtige Rolle im wirtschaftlichen Leben der Gemeinde.

## Sehenswürdigkeiten
- Die Pfarrkirche des Ortes ist ein eher unscheinbarer mittelalterlicher Bau mit sowohl romanischen als auch gotischen Elementen und einem im 19. Jahrhundert hinzugefügten neoromanischen Westturm.
- In unmittelbarer Nachbarschaft zur Kirche steht ein eher einfaches Schloss (château) aus dem 17. Jahrhundert, welches sich in Privatbesitz befindet.